# Lee Robertson
Lee Robertson (25 agosto 1973) è un ex calciatore scozzese, di ruolo centrocampista.

## Carriera

### Club
Robertson debuttò per i Rangers, prima di trasferirsi in Norvegia e militare prima nello Start, poi nel Molde, nel Bodø/Glimt e poi nuovamente nello Start.
Nel 2003 tornò in patria, per giocare nel Greenock Morton.